# ヌチェット
ヌチェット（伊: Nucetto）は、イタリア共和国ピエモンテ州クーネオ県にある、人口約400人の基礎自治体（コムーネ）。

## 地理

### 位置・広がり

#### 隣接コムーネ
隣接するコムーネは以下の通り。
- バニャスコ
- バッティフォッロ
- チェーヴァ
- ペルロ

#### 地震分類
イタリアの地震リスク階級 (it) では、4 に分類される
。

## 行政

### 分離集落
ヌチェットには、以下の分離集落（フラツィオーネ）がある。
- Caramelli, Livrato, Villa